# هاکسین (دلاویر)
هاکسین (به انگلیسی: Hockessin) یک منطقهٔ مسکونی در ایالات متحده آمریکا است که در شهرستان نیوکاسل، دلاویر واقع شده‌است. هاکسین ۲۶٫۰ کیلومتر مربع مساحت و ۱۳٬۵۲۷ نفر جمعیت دارد و ۷۸٫۹۴ متر بالاتر از سطح دریا قرار دارد.